# マリア・イザベラ・フォン・ヴュルテンベルク
マリア・イザベラ・フォン・ヴュルテンベルク（Maria Isabella Herzogin von Württemberg, 1871年8月30日 - 1904年5月24日）は、ドイツ・ヴュルテンベルク王国の王族、ヴュルテンベルク公女（Herzogin von Württemberg）。全名はマリア・イザベラ・フィリッピーネ・テレジア・マティルデ・ヨゼフィーネ（Maria Isabella Philippine Theresia Mathilde Josephine）。

## 生涯
ヴュルテンベルク公フィリップとその妻のオーストリア大公女マリー・テレーゼの間の第3子、次女として生まれた。1894年4月5日にシュトゥットガルトにおいて、ザクセン王アルベルトの甥であるヨハン・ゲオルクと結婚した。10年間の結婚生活で夫との間に子供は出来ず、1904年に32歳で亡くなった。ヨハン・ゲオルクは1906年、両シチリア王女マリーア・インマコラータと再婚した。